# Homa (góra)
Homa – wygasły wulkan w zachodniej Kenii. W języku ludu Luo Got Uma lub God Marahuma znaczy „znana góra”. Wulkan ten tworzy półwysep w obrębie Zatoki Winama, która jest częścią Jeziora Wiktorii. Zbudowany jest z lawy karbonatytowej z okresu od miocenu do plejstocenu. Wraz z pobliskim Ol Doinyo Lengai jest jednym z niewielu wulkanów tego typu na świecie.